# 足利大学附属女子高等学校
Lua エラー モジュール:Location_map 内、447 行目: 緯度の値が指定されていません。
足利大学附属女子高等学校（あしかがだいがくふぞくじょしこうとうがっこう）は栃木県足利市本城三丁目にある高等学校。略称は「足大附女（あしだいふじょ）」。

## 沿革
- 1925年3月 - 足利仏教和合会により足利実践女学校として創立。
- 1944年3月 - 足利女子商業高校と改称。
- 1946年4月 - 月見ヶ丘高等女学校と改称。
- 1948年3月 - 学制改革により月見ヶ丘高等学校に改称、併設中学校開校。
- 1955年4月 - 併設中学校閉校。
- 1961年4月 - 男子部設置し、男女共学となる。
- 1968年4月 - 男子部が足利工業大学附属高等学校として分離独立する。
- 1971年4月 - 足利工業大学附属月見ヶ丘高等学校と改称。
- 1979年4月 - 足利短期大学開校にともない、足利短期大学附属高等学校と改称
- 2025年4月 - 足利短期大学の募集停止に伴い、足利大学附属女子高等学校と改称[1]。

## 特色
同校は足利仏教和合会により1925年（大正14年）足利実践女学校として開校した私立の高等学校で、同市内にある足利短期大学の附属学校である。
建学の精神は「和をもって貴しとなす」である。所在地が月見ヶ丘という地であり、また校名にもその名があり以前は「月見」が一般的な略称であったが、現在の校名に改称後足利市内では足短附（あしたんふ）でも通じるが、「足利短期大学附属高校」になる前の世代には「月見」でないと通じないこともある。
同窓会の名称は現在でも足利短期大学附属高等学校月見ヶ丘同窓会と月見の名が残っている。現在は女子高であるが、1961年（昭和36年）からと1971年（昭和46年）からの2期に男子を募集し共学の期間があった。

## 同学校法人の運営する学校
- 足利大学附属高等学校
- 足利大学
- 足利短期大学
- 足利短期大学付属幼稚園